# باشگاه فوتبال وستهام یونایتد
باشگاه فوتبال وستهام یونایتد (به انگلیسی: West Ham United F.C.) یک باشگاه حرفه‌ای فوتبال در محله آپتون پارک در شرق شهر لندن در انگلستان است. این باشگاه در سال 1895میلادی بنیان‌گذاری شده‌است.
از مهم‌ترین افتخارات این تیم انگلیسی، قهرمانی جام برندگان جام اروپا ۱۹۶۵، لیگ کنفرانس اروپا ۲۰۲۳ و سه بار قهرمانی جام حذفی انگلستان است. بازی وستهام–باشگاه فوتبال میلوال یکی از جنجالی‌ترین دربی‌های سراسر دنیاست که همواره با تدابیر شدید امنیتی در شهر لندن برگزار می‌شود.
وستهم یکبار قهرمان جام در جام اروپا ۶۵–۱۹۶۴ شد، این قهرمانی تنها افتخار اروپایی این باشگاه بود تا اینکه بعد از ۵۸ سال موفق شد قهرمان لیگ کنفرانس اروپا ۲۳–۲۰۲۲ شود

## افتخارات
اروپا
قهرمان جام در جام اروپا ۶۵–۱۹۶۴
قهرمان جام اینترتوتو ۱۹۹۹
قهرمان لیگ کنفرانس اروپا ۲۳–۲۰۲۲
جام حذفی
قهرمان جام حذفی فوتبال انگلستان ۱۹۶۳، ۱۹۷۴، ۱۹۷۹

## بازیکنان سرشناس
| ملیت              | نام             |
| ----------------- | --------------- |
| Flag of Italy     | پائولو دی کانیو |
| Flag of England   | فرانک لمپارد    |
| Flag of England   | بابی مور        |
| Flag of England   | مارتین پیترز    |
| Flag of England   | ریو فردیناند    |
| Flag of England   | جو کول          |
| Flag of Argentina | کارلوس توز      |
| Flag of England   | جف هرست         |
| Flag of England   | دکلان رایس      |
| Flag of England   | مارک نوبل       |

## کادر فنی
| نام         | ملیت     | سمت            |
| ----------- | -------- | -------------- |
| گراهام پاتر | انگلستان | سرمربی         |
| برونو       | اسپانیا  | دستیار مربی    |
| نارسیس پلاخ | اسپانیا  | دستیار مربی    |
| بیلی رید    | اسکاتلند | دستیار مربی    |
| ژاوی والرو  | اسپانیا  | مربی دروازه‌بان |

## بازیکنان
ترکیب تیم وستهام تا تاریخ ۷ اکتبر ۲۰۲۱
| شماره |           | پست       | بازیکن              |
| ----- | --------- | --------- | ------------------- |
| ۱     | لهستان    | دروازه‌بان | ووکاش فابیانیسکی    |
| ۳     | انگلستان  | مدافع     | آرون کرسول          |
| ۴     | فرانسه    | مدافع     | کورت زوما           |
| ۵     | جمهوری چک | مدافع     | ولادمیر کوفال       |
| ۷     | اوکراین   | مهاجم     | آندری یارمولنکو     |
| ۸     | اسپانیا   | هافبک     | پابلو فورنالس       |
| ۹     | انگلستان  | مهاجم     | میکائیل انتونیو     |
| ۱۰    | آرژانتین  | هافبک     | مانوئل لانزینی      |
| ۱۱    | کرواسی    | هافبک     | نیکولا ولاشیچ       |
| ۱۳    | فرانسه    | دروازه‌بان | آلفونس آرئولا       |
| ۱۵    | انگلستان  | مدافع     | کریگ داوسون         |
| ۱۶    | انگلستان  | هافبک     | مارک نوبل (کاپیتان) |

| شماره |               | پست       | بازیکن        |
| ----- | ------------- | --------- | ------------- |
| ۲۰    | انگلستان      | مهاجم     | جارود بوون    |
| ۲۱    | ایتالیا       | مدافع     | آنجلو اوگبونا |
| ۲۲    | الجزایر       | هافبک     | سعید بن رحمه  |
| ۲۳    | فرانسه        | مدافع     | عیسی دیوپ     |
| ۲۴    | انگلستان      | مدافع     | ریان فردریکس  |
| ۲۵    | انگلستان      | دروازه‌بان | دیوید مارتین  |
| ۲۶    | فرانسه        | هافبک     | آرتور ماسوآکو |
| ۲۸    | جمهوری چک     | هافبک     | توماس سوچک    |
| ۳۱    | انگلستان      | مدافع     | بن جانسون     |
| ۳۳    | جمهوری چک     | هافبک     | الکس کرال     |
| ۳۵    | جمهوری ایرلند | دروازه‌بان | درن رندولف    |
| ۴۱    | انگلستان      | هافبک     | دکلان رایس    |